# Einkünfte aus Gewerbebetrieb (Deutschland)
Einkünfte aus Gewerbebetrieb gehören in Deutschland zu den in § 2 Abs. 1 EStG genannten sieben Einkunftsarten und zählen zu den Gewinneinkünften. Gesetzliche Grundlage ist § 15 EStG.

## Begriff und Abgrenzung
Das Einkommensteuergesetz enthält eine eigene Definition, die teilweise vom Begriff des Gewerbebetriebes in anderen Rechtsgebieten abweicht. Gemäß § 15 Abs. 2 EStG erzielen Einzelunternehmer oder Mitunternehmerschaften Einkünfte aus Gewerbebetrieb, wenn sie
- eine selbständige Betätigung
- nachhaltig ausüben,
- mit Gewinnerzielungsabsicht handeln und
- sich am allgemeinen wirtschaftlichen Verkehr beteiligen, also nach außen erkennbar für Dritte am Markt Leistungen gegen Entgelt anbieten. Dies kann auch erfüllt sein, wenn der Gewerbetreibende für nur einen Auftraggeber tätig wird.

Die Tätigkeit darf dabei
- weder als Ausübung von Land- und Forstwirtschaft
- noch als Ausübung eines freien Berufs oder einer anderen selbständigen Arbeit
- noch als bloße Vermögensverwaltung anzusehen sein.

Auf diese Weise werden Einkünfte aus Gewerbebetrieb abgegrenzt einerseits von steuerlich nicht relevanter Liebhaberei (z. B. bei An- und Verkäufen privater Sammler) und andererseits von den übrigen einkommensteuerlichen Einkunftsarten, bei denen keine Gewerbesteuer anfällt. Denn bis auf wenige Ausnahmen sind Einkünfte aus Gewerbebetrieb stets auch gewerbesteuerpflichtig.
Einkünfte aus Gewerbebetrieb setzen ein aktives Tätigwerden voraus, beispielsweise als Handel, Herstellung, Bearbeitung, Dienstleistung, Vermittlung oder Beratung. Hierfür ist weder eine feste Geschäftseinrichtung oder Betriebsstätte noch ein fester Ort erforderlich (z. B. Reisegewerbe). Auch wenn mit der gewerblichen Tätigkeit gegen gesetzliche Verbote oder Anzeigepflichten verstoßen wird, liegen steuerpflichtige Einkünfte vor (z. B. bei fehlender Gewerbeanmeldung).
Unbeschränkt körperschaftsteuerpflichtige Kapitalgesellschaften und bestimmte andere Körperschaften erzielen kraft Gesetzes (§ 8 Abs. 2 KStG) stets Einkünfte aus Gewerbebetrieb.

## Unterteilung
Zu den Einkünften aus Gewerbebetrieb gehören:
1. Einkünfte aus gewerblichen Unternehmen (Einzelunternehmen);
2. Gewinnanteile der Mitunternehmer (z. B. der Gesellschafter einer OHG, KG, GbR, atypisch stillen Gesellschaft) sowie an die Mitunternehmer gezahlte Sondervergütungen (Tätigkeits- und Überlassungsvergütungen);
3. Gewinnanteile der persönlich haftenden Gesellschafter einer Kommanditgesellschaft auf Aktien, ausgenommen für Anteile am Grundkapital, sowie an diese Gesellschafter gezahlte Sondervergütungen;
4. Einkünfte aus Betriebsveräußerung oder Betriebsaufgabe (§ 16 EStG)[2];
5. Einkünfte aus Veräußerung von Anteilen an Kapitalgesellschaften (§ 17 EStG)[2].

Stets vollumfänglich gewerblich sind die Einkünfte:
1. einer Personengesellschaft (z. B. eine OHG, KG, GbR, atypisch stille Gesellschaft), die nur in einem Teilbereich gewerblich tätig ist; mit der Folge, dass die übrigen, nicht-gewerblichen Einkünfte dieser Gesellschaft ebenfalls zu gewerblichen Einkünften werden (s. Abfärbetheorie);
2. einer gewerblich geprägten Personengesellschaft, die zwar selbst keine gewerbliche Tätigkeit ausübt, aber durch die Beteiligung von einer oder mehrerer Kapitalgesellschaften eine gewerbliche Prägung erhält;
3. des Besitz- und Betriebsunternehmens bei einer Betriebsaufspaltung;
4. beim gewerblichen Grundstückshandel.

## Einkünfteermittlung
Ausgangsgröße für die Ermittlung der Einkünfte ist der Gewinn. Dieser wird entweder durch Betriebsvermögensvergleich oder durch Einnahmenüberschussrechnung ermittelt. Gewinnermittlungszeitraum ist das Wirtschaftsjahr (§ 4a EStG), das bei Gewerbetreibenden in der Regel dem Kalenderjahr entspricht. Mit Zustimmung des Finanzamts kann auch auf ein abweichendes Wirtschaftsjahr umgestellt werden. In diesen Fällen wird der Gesamtgewinn des Wirtschaftsjahres vollständig dem Veranlagungszeitraum zugerechnet, in dem das Wirtschaftsjahr endet. 
Für die Ableitung der Einkünfte aus dem Gewinn sind verschiedene Sondervorschriften zu beachten, z. B. die nichtabzugsfähigen Betriebsausgaben, der Investitionsabzugsbetrag oder das Teileinkünfteverfahren.